# The Sydney Morning Herald
The Sydney Morning Herald (SMH) es un periódico con base en la ciudad de Sídney propiedad de Fairfax Media Limited. Cada semana vende alrededor de 104 000 ejemplares del periódico, siendo uno de los diarios más importantes de Australia. Está disponible a nivel nacional, con excepción del Territorio del Norte.
En 2006 fue el segundo periódico más vendido en Australia, solo por detrás de The Daily Telegraph. Destaca por tener información nacional, internacional, opiniones sobre temas políticos, música, cine y moda, entre otros. Su versión dominical se llama The Sun-Herald.

## Historia
Tres empleados del ya inexistente Sydney Gazette —Alfred Stephens, Frederick Stokes y William McGarvie— fundaron The Sydney Herald (nombre original del periódico) en 1831 como un periódico semanal. En 1840 el periódico inició su publicación diaria.